# Țintești
Țintești – wieś w Rumunii, w okręgu Buzău, w gminie Țintești. W 2011 roku liczyła 696 mieszkańców.